# Liste des stations du métro de Medellín
 (novembre 2021).
Si vous disposez d'ouvrages ou d'articles de référence ou si vous connaissez des sites web de qualité traitant du thème abordé ici, merci de compléter l'article en donnant les références utiles à sa vérifiabilité et en les liant à la section « Notes et références ».
La ville de Medellín en Colombie compte trois lignes de métro, les lignes A, B, K ainsi qu'une quatrième ligne actuellement en construction, la ligne J.
Ligne A, nord - sud de l'agglomération, dispose de 21 stations qui sont :
- Niquia ;
- Bello ;
- Madera ;
- Acevedo (correspondance ligne K) ;
- Tricentenario ;
- Caribe  ;
- Universidad ;
- Hospital ;
- Prado ;
- Parque Berrio ;
- San Antonio (correspondance ligne B) ;
- Alpujarra ;
- Exposiciones ;
- Industriales ;
- Poblado ;
- Aguacatala (es) ;
- Ayurá (es) ;
- Envigado (es) ;
- Itagüí (es).
- Sabaneta
- La Estrella (es)

Ligne B, de l'ouest de la ville vers le centre ville, dispose de 7 stations :
- San Antonio (Correspondance ligne A);
- Cisneros (es) ;
- Suramericana (es) ;
- Estadio (es) ;
- Floresta (es) ;
- Santa Lucía (es) ;
- San Javier (es) (correspondance Ligne J, ligne en construction[Quand ?]).

Ligne K, téléphérique pour les quartiers en montagne, dispose de 4 stations :
- Acevedo (correspondance ligne A);
- Popular (es) ;
- Andalucía (es) ;
- Santo Domingo Savio (es).

Une quatrième ligne, la ligne J, est actuellement[Quand ?] en construction. Ce sera un téléphérique qui desservira les quartiers des montagnes de l'ouest. Les quatre stations prévues seront :
- San Javier (es) (correspondance ligne B) ;
- Juan XXIII (es) ;
- Vallejuelos ;
- La Aurora.